# 아미르 사돌라

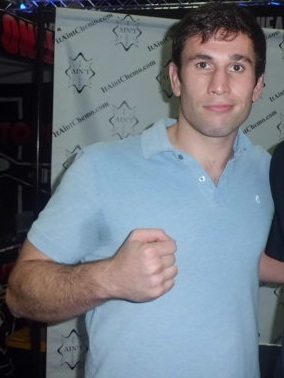
아미르 사돌라

아미르 사돌라(Amir Sadollah, 1980년 8월 27일 ~ )는 미국의 종합 격투가이다.